# جزیره ماری (اندونزی)
جزیره ماری (به لاتین: Mare Island) یک آتشفشان چینه‌ای در اندونزی است که در ملوک شمالی واقع شده‌است. جزیره ماری ۳۰۸ متر بالاتر از سطح دریا واقع شده‌است.